# Tetragoneura artigasi
Tetragoneura artigasi är en tvåvingeart som beskrevs av Duret 1984. Tetragoneura artigasi ingår i släktet Tetragoneura och familjen svampmyggor. Inga underarter finns listade i Catalogue of Life.